# Sarcófago paleocristiano de Martos
El sarcófago paleocristiano de Martos es un sarcófago que fue descubierto en la ciudad jiennense de Martos a finales del siglo XIX, concretamente en 1896, durante unas obras de remodelación del antiguo molino del Rey, edificio que fue destruido y en su lugar se construyó el antiguo mercado de abastos de la plaza del Llanete. La propietaria era Josefa Castilla Escobedo, quien conservó la pieza. Fue donado al Museo de Jaén en el año 1975 donde se encuentra en depósito desde entonces.Según un informe de 1923, dentro se halló un esqueleto "de elevada estatura y varios tarros de cerámica de 15 x 10 centímetros".

## Descripción
Se trata de un sarcófago que data de principios del siglo IV, y el cual presenta, en la parte inferior, figuras del nuevo Testamento con escenas de distintos milagros llevados a cabo por Jesucristo, entre siete pórticos columnados con siete nichos. La tapa está decorada con figuras del antiguo Testamento, aunque si bien esta se encuentra cortada y sólo se conserva la parte inferior de la misma (aproximadamente un 33% del tamaño total). El sarcófago está elaborado en mármol y es de factura italiana y estaría destinada a un obispo de la antigua diócesis de Tucci.

### Escenas milagrosas

#### Tapa del sarcófago
- Escena de los hebreos en el horno de Babilonia: Situada en la parte izquierda de la tapa, de ella solo se conserva únicamente la parte inferior del horno, con tres bocas para el fuego que aparece en forma de estrías oblicuas en las dos primeras y casi verticales en la última. Según Recio, la originalidad de esta frecuentísima composición está aquí en la presencia de un árbol junto al cual se halla un personaje vestido con túnica palio y sandalias. Con la mayor probabilidad, este personaje es el profeta Daniel, que aparece ligado a esta escena en otras ocasiones.
Escena de Jonás: Situada en la parte derecha, está tan destruida y mal conservada, que apenas pueden distinguirse sus elementos. A. Recio escribe:"...Todavía se distinguen en este lado dos grandes cetáceos o mejor monstruos marinos, envueltos entre las ondas, colocados uno detrás de otro, con dirección hacia la derecha. De ambos se perciben parte del cuerpo, cuello largo y retorcido, cabeza con la clásica barba espinosa bajo las fauces y sus extremidades delanteras del lado derecho o patas del animal fabuloso con uñas, no quedando en cambio en cambio ningún rastro de la escena de Jonás". Entre los dos monstruos marinos se ve todavía parte del mar, no quedando rasgos apreciables ni de la barca con los marinos que arrojan al mar a Jonás, para que lo engulla el primero de los monstruos ni de Jonás, ya devuelto por este y que probablemente aparecería en el extremo derecho de la tapa.

#### Frente del sarcófago
El frente de la caja del sarcófago está dividido por ocho columnas en siete compartimentos en los que se han esculpido otras tantas escenas bíblicas. Las columnas son estriadas en espiral; sobre pequeños plintos se apoyan las basas con molduras decoradas: los toros con una decoración que parece imitar los rosarios de los astrágalos, y la escocia (casi plana) decorada con puntadas de trépano. Los capiteles son de orden compuesto: tres hojas de acanto que llegan hasta el borde del cálathos; sobre este borde el equino decorado con perlas y ovas; las volutas han sido labradas como rosetas; el ábaco es curvo y presenta como ornamento una incisión horizontal a todo el largo de su cara, en cuyo centro hay una rudimentaria roseta. Las columnas sostienen alternativamente frontones (cuatro) y arcos rebajados (tres); los frontones están embellecidos con lirios estilizados; los arcos, con hojas de acanto. Las dos enjutas extremas están ocupadas por sendos tritones sonando las caracolas, las demás, por coronas de laurel con lemniscos muy gruesos y extendidos.
A continuación describiremos las escenas representadas empezando por la escena de la izquierda y continuando hacia la derecha:
• La resurrección del hijo de la viuda de Naim: Cristo se vuelve de tres cuartos hacia su izquierda para poder extender hacia ese lado y hacia abajo el brazo derecho y la vara taumatúrgica que empuña (hoy rota) con la que toca la pequeña momia que yace a sus pies. La momia (cabeza rota) apoya la parte superior de la espalda sobre una piedra. En la mano izquierda Cristo sostiene en posición casi vertical un gran volumen enrollado por ambos extremos. Por el antebrazo izquierdo le cae el palio formando un rudimentario pliegue en "y" invertida y una terminación redondeada. Hay un personaje más; un apóstol, sin duda, que acompaña Cristo en el Milagro; es un personaje imberbe que mira a Cristo; viste túnica y palio; el palio le deja libre el hombro y brazo derecho (tapado por Cristo) y le pasa después por encima del antebrazo izquierdo; el brazo izquierdo extendido hacia abajo, asomando en parte de las vestiduras y sosteniendo un volumen en la mano, en posición horizontal.
• La curación del ciego: Cristo tiene en la mano izquierda un volumen en la posición de "lectura interrumpida"; extiende hacia abajo el brazo derecho; con los dedos índice y corazón toca el ojo izquierdo del ciego y con el pulgar la cabeza. El ciego extiende los brazos hacia delante y abre las manos en gesto suplicatorio; viste túnica manicata suelta; camina descalzo. Un apóstol barbado extiende su brazo izquierdo hacia abajo y con la mano apoyada en la espalda del ciego lo acerca hacia Cristo.
• La curación de la mujer Hemorroisa: Cristo con las puntas de los dedos índice y corazón toca la cabeza velada de la Hemorroisa quien a su vez, postrada con una sola rodilla ante Cristo, coge el borde de su palio. Junto a él, un apóstol imberbe con el brazo izquierdo extendido sujeta un volumen en su mano.
• Negación de San Pedro: También denominada "la Fe de Pedro" o la "escena del gallo". El primer personaje es Pedro, en buena parte cubierto por Cristo. Vuelve la cabeza de perfil hacia su izquierda para mirar a Cristo. Tiene el brazo derecho extendido verticalmente hacia abajo y con el índice señalando al gallo que tiene a sus pies. El gallo vuelve la cabeza hacia atrás, hacia Cristo. Pedro está peinado de atrás hacia delante con leves mechones de poco relieve, sin trépano. Cristo en posición frontal, con la rodilla izquierda ligeramente doblada se vuelve muy levemente hacia su derecha y mira a Pedro. Con la mano derecha hace el gesto de hablar y en la izquierda tiene un volumen plegado por ambos extremos.
• Milagro de la curación del paralítico: El primer personaje de izquierda a derecha es un apóstol imberbe y casi calvo (los cabellos están señalados con leves incisiones) oculto en gran parte por el cuerpo de Cristo y por el paralítico. El brazo derecho lo tiene extendido hacia abajo; también tiene extendida la mano derecha, amparando y presentando con ella al paralítico. Cristo impone la mano derecha sobre la cabeza de éste. El paralítico está sentado en su camilla, de la que se ve una pata delantera y un lado del respaldo y brazo (en forma de delfín); tiene túnica manicata suelta, extiende los brazos y abre la mano izquierda en gesto suplicante.
• La multiplicación de panes y peces: Está construida según la forma asimétrica. Cristo a la derecha, en posición frontal, vuelve la cabeza hacia su derecha mirando al Apóstol que lo acompaña. Está vestido con túnica y palio; éste le deja libre el hombro y el brazo derecho, la mano está rota (falta todo el antebrazo); por la dirección del brazo se ve que ciertamente se dirigía hacia abajo, empuñando la vara taumatúrgica con la que tocaba uno de los cinco cestos con panes que hay a los pies del Apóstol. Éste es barbado, con el brazo izquierdo tapado por la figura del Señor. El brazo y la mano derecha están libres del palio y sostiene un recipiente con dos peces.
• Milagro de las bodas de Cana de Galilea: Un Apóstol imberbe, en segundo plano, vuelve la cabeza (de perfil) hacia su izquierda para mirar a Cristo. El palio le cubre el hombro y el brazo derecho, asomando únicamente la mano en "cabestrillo" con el gesto de hablar. Tiene tapados los pies por cinco tinajillas de agua (tres en primer plano y dos esbozadas detrás). Cristo de frente, vuelve la cabeza hacia su derecha para mirar al Apóstol. El brazo derecho (libre del palio) lo extiende hacia abajo, empuñando la vara taumatúrgica (en parte rota) para tocar con ella una de las hidrias. En la mano izquierda tiene un volumen en "lectura interrumpida"
Las siete escenas milagrosas del nuevo testamento que se representan en la parte inferior del sarcófago, de izquierda a derecha son las siguientes: la resurrección del hijo de la viuda de Naín, la curación del ciego, la curación de la mujer hemorroica, la negación de San Pedro, la curación del paralítico, la multiplicación de los panes y los peces y la conversión del agua en vino.